# 그로잉 페인즈
그로잉 페인즈(영어: Growing Pains 그로잉 페인스[*])는 미국 ABC에서 1985년 10월 24일부터 1992년 4월 25일까지 방송한 시트콤이다.